# Букукун
Букуку́н — село в Кыринском районе Забайкальского края России. Входит в сельское поселение «Шумундинское».

## География
Расположено на правом берегу реки Букукун (бассейн  Онона, в 72 км к западу от районного центра — села Кыра.

## Население
| 2010 | 2021 |
| ---- | ---- |
| 36   | →36  |